# Iwan Thomas
Iwan Gwyn Thomas (ur. 5 stycznia 1974 w Londynie) – brytyjski lekkoatleta, specjalista biegu na 400 metrów, wicemistrz olimpijski, mistrz świata i Europy.
W igrzyskach olimpijskich w Atlancie w 1996 roku zdobył tytuł wicemistrza olimpijskiego w sztafecie 4 × 400 metrów ustanawiając aktualny do dziś rekord Europy (2:56,60). 
W Mistrzostwach Świata w Atenach w 1997 roku zdobył tytuł mistrza świata w sztafecie 4 × 400 metrów.
W 1998 roku podczas mistrzostw Europy w Budapeszcie zdobył dwa złote medale w biegu na 400 m i w sztafecie 4 × 400 metrów.
Na igrzyskach olimpijskich w Sydney w 2000 roku zajął 5. miejsce w finale konkursu biegu sztafet 4 × 400 metrów.

## Rekordy życiowe
- bieg na 200 metrów – 20,87[2] (1997)
- bieg na 300 metrów – 32,36[2] (1998)
- bieg na 400 metrów – 44,36[2] (1997) były rekord Wielkiej Brytanii
- sztafeta 4 × 400 metrów – 2:56,60[2] (1996) (rekord Europy)